# Guillaume de Capparone
Guillaume de Capparone (en italien : Guglielmo Capparone), mort vers 1210, est un capitaine du Saint-Empire romain germanique. De 1202 à sa mort, il est régent du royaume de Sicile et gardien du jeune Frédéric II de Hohenstaufen. Il est surnommé le Grand Capitaine.

## Biographie
Il est venu en Italie avec l'empereur Henri VI en 1194 et est toujours présent en Sicile en 1197, probablement au service de Markward d'Anweiler, avec qui il combat probablement Gautier de Brienne, envoyé par le pape Innocent III pour rétablir son autorité.
À la mort de Markward en 1202, il se précipite à Palerme où, avec le soutien des pisans, il réussit à occuper le palais des Normands et à capturer le jeune Frédéric de Hohenstaufen. Il le libère en décembre 1202 à la suite d'un diplôme intitulé Guillelmus regis custos et magister capitaneus et devient régent du royaume de Sicile et gardien de Frédéric II de Hohenstaufen, âgé de seulement huit ans, pendant que le pape lance une excommunication contre lui. De plus, les partisans de Markward refusent de le suivre et de lui obéir, et forment un autre parti .
Guillaume exerça un pouvoir fort en Sicile, comme témoigne la manière dont il expulsa Urso, l'évêque d'Agrigente, de son diocèse (pour la seconde fois) comme il refusait de faire serment de fidélité.
En 1206 à un accord avec le pontife, il jure de respecter la protection du pape pour Frédéric II tandis que la gouvernance de la Sicile est transmise à un représentant du pape, le cardinal Gerardo Allucingoli. Puis des différends entre Guillaume de Capparone et le chancelier Gautier de Palear contraignent le cardinal à se retirer à Messine.
Mais peu de temps après, Guillaume est finalement démis de ses fonctions et remplacé par le chancelier Gautier de Palear, bien qu'il tienne toujours le palais royal de Palerme, avant d'y être délogé, tout comme les pisans, par Diépold d'Acerra. Les Génois gagnèrent par la suite le commerce sicilien.